# Aleksandr Pávlovich Petrov
Aleksandr Pávlovich Petrov (en ruso: Александр Павлович Петров; 14 de mayo de 1939 - 5 de mayo de 2001) fue uno de los primeros pívots altos en el baloncesto soviético. Formando parte de la selección soviética consiguió sendas medallas de plata en los Juegos Olímpicos de 1960 y 1964, una medalla de bronce en el Campeonato Mundial de Baloncesto de 1963 y cuatro títulos del EuroBasket en 1959, 1961, 1963 y 1965. Fue nombrado el mejor pívot del campeonato del mundo de 1963. Tras su retiro como jugador, se dedicó a entrenar equipos de baloncesto en Moscú y más tarde en Madagascar. Gracias a sus logros fue condecorado con la Orden de la Insignia de Honor.

## Palmarés
- Copa de Europa: 2

BC Dinamo Tbilisi:  1962.
CSKA Moscú:  1963.